# Fuddy Meers
Fuddy Meers è un'opera teatrale creata nel 1999 dall'autore americano David Lindsay-Abaire.

## Trama
La pièce racconta la storia di Claire, una donna che soffre di un'amnesia complessa e psicogena con cui devono fare i conti tutti i giorni suo marito e i suoi figli: la memoria di Claire si cancella ogni volta che dorme. Una mattina Claire viene convinta da un uomo zoppo e balbuziente a seguirlo. Claire è l'io narrante della pièce e nel corso delle avventure che affronterà, paradossalmente, riprenderà poco a poco la memoria: il mondo di Claire diventa sempre più chiaro con ogni nuova rivelazione mentre riguadagna alcune delle sue memorie e scopre che è responsabile delle deformità di Philip.
Fuddy Meers incarna un torcimento della realtà molto importante nel teatro moderno. Il titolo del pezzo "Fuddy Meers" è preso da un tentativo di Gertie, madre di Claire, di pronunciare la frase in inglese “Funny Mirrors” (specchi divertenti).

## Personaggi
- Claire – circa quarant'anni, una donna generalmente di buon umore che ha amnesia.
- Richard –circa quarant'anni, un uomo loquace, amichevole, ed a volte nervoso.
- Kenny – diciassette anni, un teenager arrabbiato.
- Uomo Zoppicante – circa quarant'anni, balbettante, zoppicante, mezzo cieco e mezzo sordo con segreti.
- Gertie – sessant'anni, una signora ragionevole che ha avuto un ictus e non può parlare correttamente.
- Millet – Trenta o quarant'anni, uno strano uomo con un fantoccio.
- Heidi – Trenta o quarant'anni, una donna dura in divisa da poliziotto.

## Premi
Fuddy Meers ha vinto diversi premi, inclusi:
- “John Gassner Playwrighting Award” (1999)
- “Heilpern Award for Most Promising Dramatist” (1999)

## Edizione
- David Lindsay-Abaire, Fuddy Meers, Dramatists Play Service, 2000. ISBN 0822217511